# 羅曼尼夫區

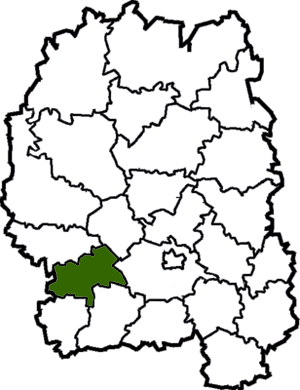
撤销前羅曼尼夫區在日托米爾州的位置

羅曼尼夫區（烏克蘭語：Романівський район），曾是烏克蘭日托米爾州的一個區，位於該國北部，行政中心設於羅曼尼夫，面積928平方公里，2013年人口29,187，人口密度每平方公里31.5人。
该区在2020年7月18日的乌克兰行政区划改革中被撤销，改革后日托米爾州下分为4个区。羅曼尼夫區合并至日托米爾區。
50°9′12″N 27°55′59″E / 50.15333°N 27.93306°E